# Margaret Burbidge
Eleanor Margaret Burbidge, nata Peachey (Davenport, 12 agosto 1919 – San Francisco, 5 aprile 2020) è stata un'astronoma e astrofisica britannica naturalizzata statunitense.
Negli anni '50 Burbidge fu una delle fondatrici della nucleosintesi stellare e fu la prima autrice dell'influente documento B2 FH. Durante gli anni '60 e '70 lavorò sulle curve di rotazione della galassia e sui quasar, scoprendo l'oggetto astronomico più distante allora conosciuto. Negli anni '80 e '90 contribuì a sviluppare e utilizzare lo spettrografo per oggetti deboli sul telescopio spaziale Hubble. Burbidge era ben nota per l'attivismo contro il sessismo in astronomia.
Burbidge ricoprì diversi incarichi direttivi e amministrativi, tra cui direttrice dell'osservatorio di Greenwich (1973-1975), presidente dell'American Astronomical Society (1976-1978) e presidente dell'American Association for the Advancement of Science (1983). Burbidge lavorò all'Osservatorio dell'Università di Londra, all'Osservatorio Yerkes dell'Università di Chicago, al Cavendish Laboratory dell'Università di Cambridge, al California Institute of Technology e all'Università della California di San Diego (UCSD). Dal 1979 al 1988 fu la prima direttrice del Center for Astronomy and Space Sciences della UCSD, dove lavorò dal 1962 fino alla pensione.

## Infanzia e vita privata
Eleanor Margaret Peachey nacque a Davenport (appartenente alla contea di Cheshire all'epoca), nove mesi dopo l'armistizio dell'11 novembre 1918 che pose fine alla prima guerra mondiale., figlia di Marjorie Stott Peachey e Stanley John Peachey. Si interessò per la prima volta all'astronomia all'età di tre o quattro anni, dopo aver visto le stelle durante un viaggio in traghetto attraverso la Manica. All'età di dodoci anni leggeva libri di astronomia di James Jeans, un lontano parente della madre.
Il 2 aprile 1948 sposò Geoffrey Burbidge, che aveva conosciuto sei mesi prima allo University College (Londra). Egli era un fisico teorico, ma la passione di Margaret per l'astronomia lo convinse a passare all'astrofisica teorica; i due collaborarono a gran parte delle loro ricerche successive. La coppia ebbe una figlia, Sarah, nata alla fine del 1956. Nel 1977 Margaret divenne cittadina degli Stati Uniti. Geoffrey Burbidge è morto nel 2010. Margaret Burbidge è deceduta il 5 aprile 2020, a San Francisco all'età di cento anni, dopo una caduta.

## Studi e carriera di ricerca
Burbidge studiò all'University College di Londra (UCL), dove conseguì la laurea nel 1939 e il dottorato nel 1943. Durante la seconda guerra mondiale, lavorò come custode presso l'Osservatorio dell'Università di Londra (ULO); l'oscuramento in tempo di guerra le rese più facile l'uso dei telescopi. Nell'agosto 1944 le sue osservazioni furono interrotte due volte dalle esplosioni di bombe volanti V-1 nelle vicinanze. Le fu rifiutata la borsa di studio post dottorato dai Carnegie Observatories nel 1945, poiché il lavoro si svolgeva all'Osservatorio di Monte Wilson, che era riservato ai soli uomini all'epoca. Poco dopo la guerra insegnò astronomia all'ULO a studenti universitari di tutto il sistema dell'Università di Londra, tra cui Arthur C. Clarke, all'epoca era studente al King's College di Londra.
Nel 1951 prese impiego all'Osservatorio Yerkes dell'Università di Chicago, nel Wisconsin, il suo primo lavoro negli Stati Uniti. Le sue ricerche durante questo periodo si concentrarono sull'abbondanza di elementi chimici nelle stelle. Ritornò nel Regno Unito nel 1953, quando Margaret e il marito Geoffrey Burbidge furono invitati a lavorare con William Alfred Fowler e Fred Hoyle all'Università di Cambridge. Il team combinò i dati sulle abbondanze di elementi prodotte dai Burbidge con l'ipotesi di Hoyle, secondo cui tutti gli elementi chimici potrebbero essere prodotti nelle stelle da una serie di reazioni nucleari e gli esperimenti di laboratorio di Fowler su tali reazioni; l'idea divenne nota come nucleosintesi stellare. Pubblicarono il loro modello in una serie di articoli, culminati in un'opera magna del 1957, oggi conosciuta come documento B2FH, il cui titolo è costituito dalle iniziali di Burbidge, Burbidge, Fowler & Hoyle. Margaret Burbidge è la prima autrice dell'articolo, che scrisse in stato di gravidanza. La teoria che svilupparono rimane la base fondamentale per la nucleosintesi stellare. Successivamente Fowler ricevette il premio Nobel per la fisica nel 1983 (condiviso con Subrahmanyan Chandrasekhar) per il suo lavoro sulla nucleosintesi; rimase sorpreso dal fatto che Burbidge non fosse inclusa.
Quando Fowler tornò negli Stati Uniti, consigliò ai Burbidge di venire con lui in California, suggerendo a Margaret (l'osservatrice) di fare nuovamente domanda all'Osservatorio di Monte Wilson, mentre Geoff (il teorico) avrebbe dovuto chiedere la Kellogg Fellowship al California Institute of Technology (Caltech). La domanda di Margaret fu nuovamente respinta per motivi di genere, quindi la coppia invertì domande. Geoff vinse la posizione a Monte Wilson, mentre Margaret prese posto al Caltech nel 1955. Ogni volta che Geoff doveva andare ad osservare sul Monte Wilson, Margaret lo accompagnava, apparentemente come suo assistente. In realtà, Geoff lavorava nella camera oscura fotografica, mentre Margaret gestiva il telescopio. Quando la direzione dell'osservatorio lo scoprì, alla fine accettarono che lei potesse osservare lì, ma solo a patto che fossero rimasti in un cottage separato con angolo cottura, piuttosto che nel dormitorio con ristorazione, che era stato progettato solo per uomini.
Margaret Burbidge passò all'Università della California a San Diego (UCSD) nel 1962. Negli anni '60 e '70 misurò le masse, le composizioni e le curve di rotazione delle galassie ed eseguì studi spettroscopici precoci sui quasar. Le sue scoperte in quest'area inclusero l'oggetto QSO B1442 + 101 con uno spostamento verso il rosso di 3,5, che lo rendevano l'oggetto più distante conosciuto all'epoca, un record che mantenne tra il 1974 e il 1982.
Nel 1972 Margaret Burbidge divenne direttrice del Royal Greenwich Observatory (RGO), distaccato dall'UCSD. Per trecento anni il posto era sempre stato ricoperto dall'astronomo reale, ma quando Burbidge fu nominata alla direzione del RGO i posti furono separati, con il radioastronomo Martin Ryle nominato come astronomo reale. A volte Burbidge ha attribuito ciò al sessismo e altre volte alla politica intesa a ridurre il potere del direttore del RGO. Burbidge lasciò il RGO nel 1974, quindici mesi dopo il suo arrivo, a causa di polemiche sul trasferimento del telescopio Isaac Newton dal quartier generale del RGO al castello di Herstmonceux verso l'osservatorio del Roque de los Muchachos, nelle Isole Canarie.
Burbidge fece campagne contro il sessismo e la discriminazione nei confronti delle donne in astronomia e si oppose anche alla discriminazione positiva. Nel 1972 rifiutò il premio Annie Jump Cannon dell'American Astronomical Society (AAS), perché veniva assegnato solo alle donne: «È giunto il momento di rimuovere la discriminazione a favore e contro le donne nella vita professionale». La lettera di rifiuto del premio indusse l'AAS a istituire il primo comitato sullo statuto delle donne in astronomia. Nel 1976 divenne la prima donna a presiedere l'AAS, periodo durante il quale convinse i membri a vietare le riunioni dell'AAS negli Stati che non avevano ratificato l'emendamento sulla parità di diritti alla Costituzione degli Stati Uniti. Nel 1984 la AAS le conferì il massimo onore, indipendentemente dal genere, la Henry Norris Russell Lectureship.
Dal 1979 al 1988 fu la prima direttrice del Center for Astrophysics and Space Science dell'UCSD. Nel 1981 è stata eletta presidente dell'American Association for the Advancement of Science (AAAS), con un mandato di un anno dal febbraio 1982 al febbraio 1983.
All'UCSD contribuì a sviluppare lo spettrografo per oggetti deboli per il telescopio spaziale Hubble, lanciato nel 1990. Con questo strumento ella e il suo team scoprirono che la galassia Messier 82 contiene un buco nero supermassiccio al centro. Come professoressa emerita presso l'UCSD, continuò ad essere attiva nella ricerca fino all'inizio del XXI secolo. Burbidge fu autrice di oltre 370 lavori di ricerca.

## Onori

### Premi
- Premio Helen B. Warner per l'astronomia, con suo marito (1959)[10]
- Fellow della Royal Society, 1964[9]
- Fellow dell'American Academy of Arts and Sciences (1969)[17]
- Presidente, American Astronomical Society (1976-1978)
- Karl G. Jansky Lectureship, National Radio Astronomy Observatory (1977)
- Membro della National Academy of Sciences (1978)[18]
- Medaglia Catherine Wolfe Bruce della Astronomical Society of the Pacific (1982)
- National Medal of Science (1983)[19]
- Presidente, American Association for the Advancement of Science (1983)
- Henry Norris Russell Lectureship (1984)
- medaglia dell'Association for the Développement International de l'Observatoire de Nice (1987)
- Albert Einstein World Award of Science (1988)[20]
- Inserita nel Women's Museum of California Hall of Fame (2003)[16]
- Medaglia d'oro della Royal Astronomical Society, con Geoffrey Burbidge (2005)

### Prendono il suo nome
- Asteroide 5490 Burbidge[10]
- Premio Margaret Burbidge dell'American Physical Society[21]